# Bažantnice u Pracejovic
Bažantnice u Pracejovic je přírodní rezervace západně od města Strakonice v okrese Strakonice. Chráněné území se rozkládá po pravém břehu řeky Otavy mezi Pracejovicemi a Strakonicemi.
Důvodem ochrany je zbytek lužního lesa v údolí Otavy s poměrně zachovalým dřevinným a bylinným patrem s typickými druhy lužního lesa. Ze vzácnějších druhů rostlin se na lokalitě vyskytuje např. oměj různobarvý (Aconitum variegatum), žebratka bahenní (Hottonia palustris), žluťucha orlíčkolistá (Thalictrum aquilegiifolium), dymnivka bobovitá (Corydalis intermedia), prvosenka vyšší (Primula elatior), ostřice pobřežní (Carex riparia), křivatec žlutý (Gagea lutea), okřehek trojbrázdý (Lemna trisulca) a další.

## Historie
Přírodní rezervace byla vyhlášena Okresním národním výborem Strakonice vyhláškou ze dne 14. listopadu 1985 s datem účinnosti od 1. prosince 1985. Tento samý úřad provedl následně 19. března 1990 přehlášení, načež došlo k přehlášení Ministerstvem životního prostředí ČR dle zákona číslo 395/1992 Sb. ve dne 11. června 1992 s datem účinnosti 13. srpna 1992.
Na lokalitě proběhl inventarizační výzkum zaměřený na toto zvláště chráněné území s publikovanými závěry v roce 1994, další zpráva inventarizačního výzkumu tentokrát zaměřena na malakozoologii byla zveřejněna v roce 2003.